# Geschweiftblättriges Alpenveilchen
Das Geschweiftblättrige Alpenveilchen (Cyclamen repandum) ist eine Pflanzenart aus der Gattung der Alpenveilchen (Cyclamen) innerhalb der Familie der Primelgewächse (Primulaceae).

## Beschreibung und Ökologie

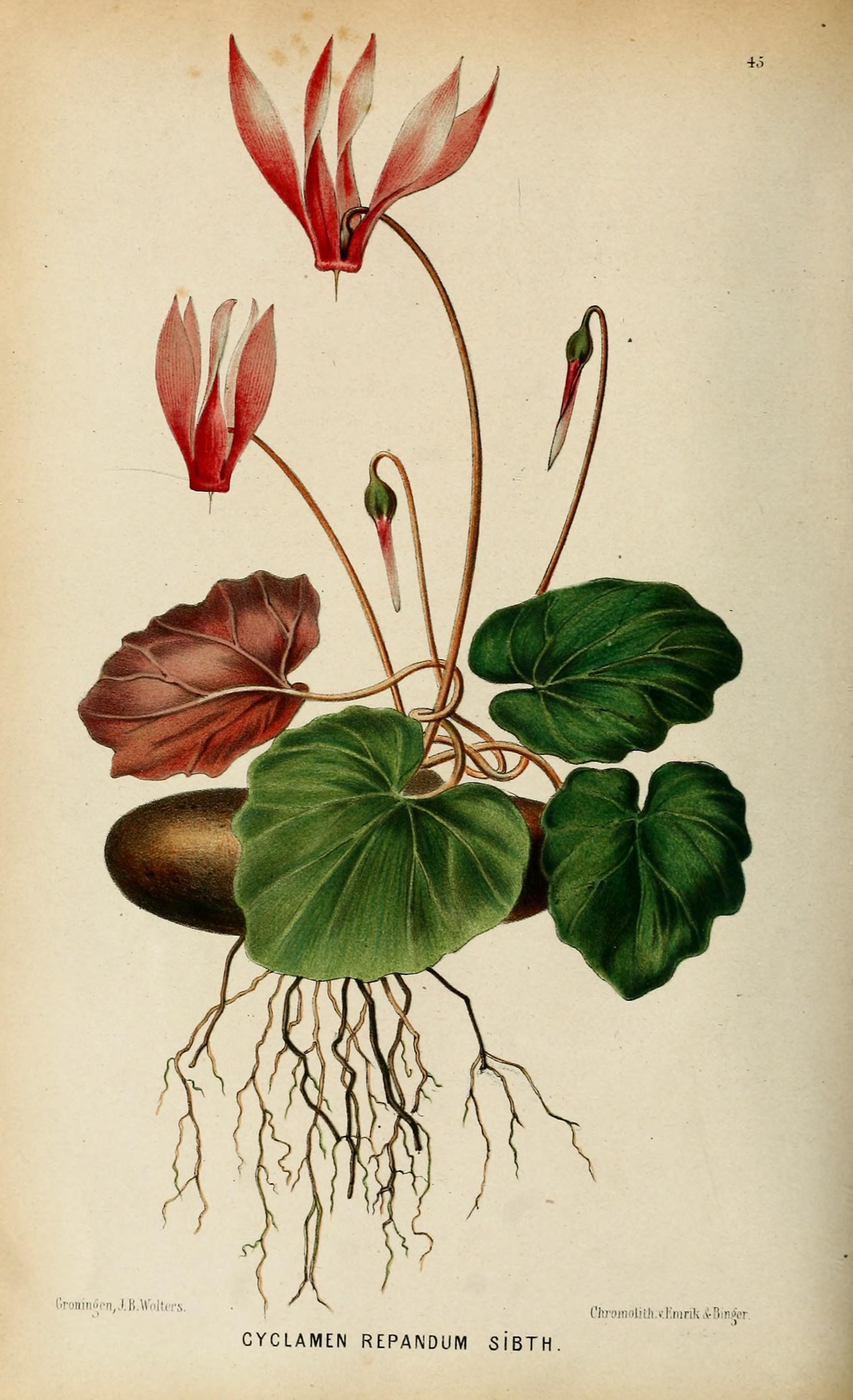
Illustration aus Neerland's Plantentuin, Tafel 45

### Vegetative Merkmale
Das Geschweiftblättrige Alpenveilchen wächst als ausdauernde krautige Pflanze und erreicht mit ihren Blütenstandsschäften Wuchshöhen von 10 bis 20 Zentimetern. Als Überdauerungsorgan bilden sie eine bei einem Durchmesser von etwa 3,5 Zentimetern kugelige, abgeflachte Knolle, die nur auf ihrer Unterseite bewurzelt ist.
Die grundständigen Laubblätter sind bereits zur Blütezeit vorhanden und sind in Blattstiel sowie Blattspreite gegliedert. Die einfache Blattspreite ist bei einer Länge sowie Breite von bis 16 Zentimetern breit herzförmig, zugespitzt, am Rand gezähnt bis buchtig geschweift. Die Oberseite ist meist dunkelgrün und silbergrau marmoriert und die Unterseite ist hell graugrün.

### Generative Merkmale
Die Blütezeit reicht von März bis Mai. Die nickenden Blüten stehen einzeln auf einem 10 bis 20 Zentimeter langen Blütenstandsschaft.
Die zwittrigen Blüten sind zygomorph und fünfzähligen mit doppelter Blütenhülle. Die fünf purpurfarbenen Kronblätter sind verwachsen. Die fünf Kronzipfel sind 15 bis 25 Millimeter lang und sind zurückgeschlagen. 
Nach der Befruchtung wird Blüten-/Fruchtstiel vom oberen Ende her schraubig aufgerollt und schiebt die Kapselfrucht ins Erdreich. Die Kapselfrüchte öffnen sich unterirdisch (ist bei den meisten Cyclamen-Arten so). Jede Kapselfrucht enthält viele Samen.
Die Chromosomenzahl beträgt 2n = 20.

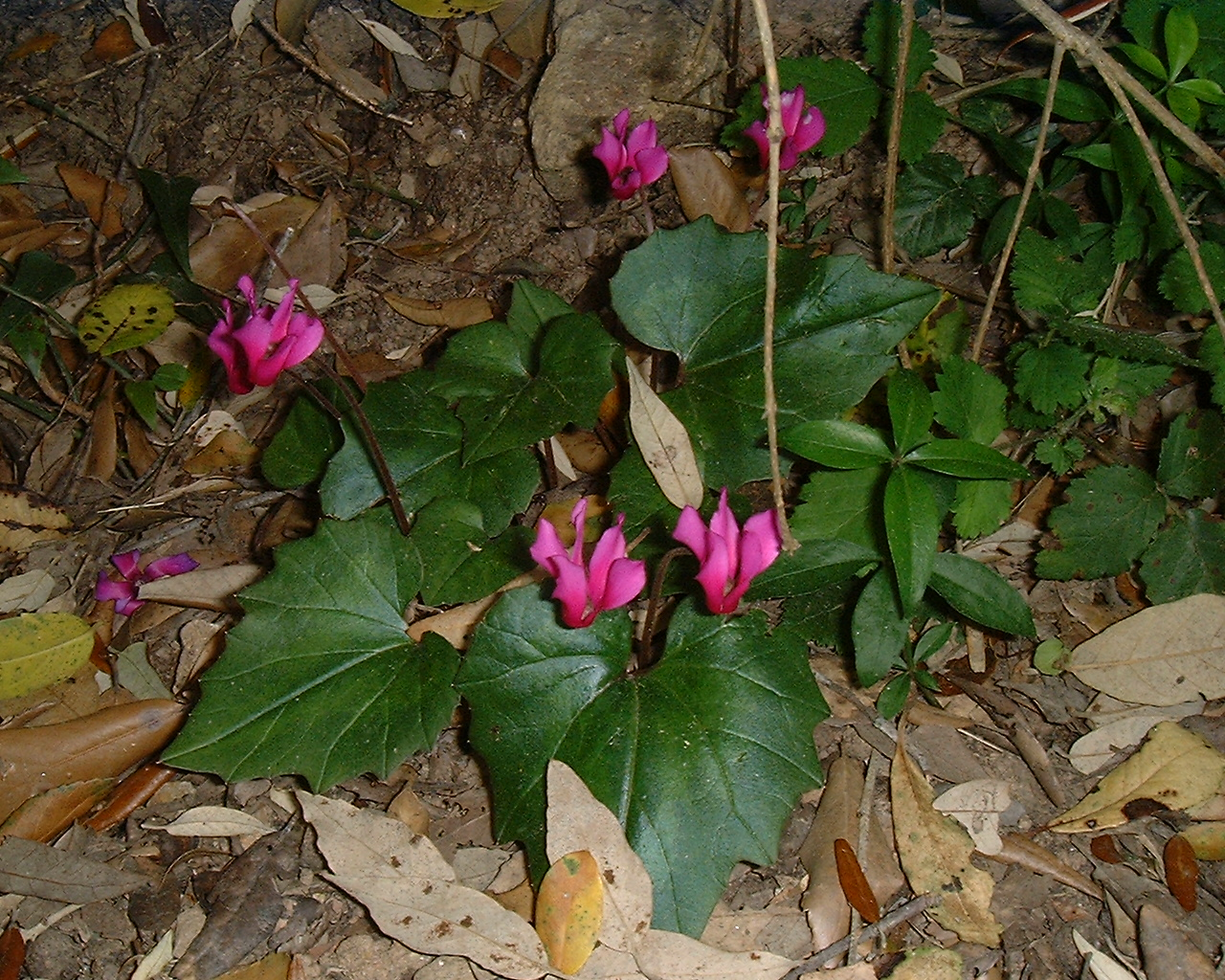
Habitus, Laubblätter und Blüten im schattigen Habitat

## Standorte
Als Standort werden schattige, meist immergrüne Wälder und Gebüsche sowie Macchien bevorzugt.

## Systematik und Verbreitung
Die Erstbeschreibung von Cyclamen repandum erfolgte 1806 durch James Edward Smith in John Sibthorp und James Edward Smith: Florae Graecae Prodromus, 1, Seite 128. Synonyme für  Cyclamen repandum Sm. sind: Cyclamen romanum Griseb., Cyclamen vernale O.Schwarz, Cyclamen hederifolium subsp. romanum (Griseb.) O.Schwarz.
Je nach Autor werden Subtaxa unterschieden, beispielsweise:
- Cyclamen repandum Sibth. & Sm. subsp. repandum: Sie ist in Südeuropa, von Frankreich bis Korfu, verbreitet.
- Cyclamen repandum subsp. peloponnesiacum Grey-Wilson: Sie kommt nur in Griechenland vor.[3]

- Die Varietät Cyclamen repandum var. baborense Debussche & Quézel ist ein Endemit in Petite Kabylie im nordöstlichen Algerien.[4]